# Munken som sålde sin Ferrari
Munken som sålde sin Ferrari: en berättelse om att uppfylla sina drömmar och förverkliga sig själv (originaltitel: The Monk Who Sold His Ferrari) är en bok skriven av Robin Sharma, utgiven 2007. Boken har sålts i över 4 miljoner exemplar och blivit översatt till 42 språk.

## Handling
Bokens huvudperson, advokaten Julian Mantle, går in i väggen på grund av ett stressigt liv och sin tunga arbetsbörda. Han bestämmer sig för att förändra sitt liv och hamnar i en bergsby i Himalaya, där han träffar "the Sagers of Sivana". Där bor han i tre år och lär sig hemligheten med ett lyckligt liv. Han återvänder till platsen där han levde som advokat, för att under en lång natt, berätta om det han lärt sig för sin tidigare advokatkollega John.